# Расцепани кукурек
Расцепани кукурек (лат. Helleborus multifidus) врста је кукурека. Назив ове врсте потиче од изгледа лисних сегмената који су веома расцепкани и уски.

## Опис
Достиже висину од нешто мало преко 30 cm. Оскудно је длакава и грана се на 2-3 огранка. Има тамносмеђ квргав и углавном хоризонталан ризом са кога полази тамносмеђе, влакнасто корење.Листови веома варирају у степену сегментације, што зависи од подврсте: ретко сегментисани код subsp. istriacus и веома код subsp. hercegovinus. Приземни листови су кожасти и нису зимзелени. Цветови су актиноморфни, двополни и велики око 2,5-6 cm, на врху дршке их је до осам, обично су зелени (споља могу бити жутозелени, модрозелени или љубичасти) и код неких форми миришљави. Цветови имају тенденцију да се појављују усред зиме, јер су неке форме мање осетљиве на хладноћу у односу на друге врсте и неће претрпети штету. Цвета од марта до маја. Плод је мешак, а семе је дугуљасто, кестењастосмеђе или црно и сјајно.

## Ареал и станиште
Расте у Италији и на Балкану. У Хрватској је распрострањена јужније и западније од Helleborus torquatus. Ендемит је Динарида.
Расте у изобиљу у крашким шумама, шикарама и камењарским пашњацима, на кречњачкој и доломитској подлози. Погодује јој топлота.